# جواز سفر غابوني
جواز سفر غابوني هو وثيقة رسمية تصدر لمواطني الغابون للسفر الدولي.
اعتبارًا من 2 يوليو 2019 كان المواطنون الغابونيون يتمتعون بدخول 54 دولة وإقليم بدون تأشيرة أو تأشيرة عند الوصول، مما جعل جواز السفر الغابوني يحتل المرتبة 89 من حيث حرية السفر وفقًا لمؤشر هينلي لجوازات السفر.